# Destalinizacija
Destalinizacija je bila sestavljena iz vrste političnih reform v Sovjetski zvezi po smrti dolgoletnega predsednika Josifa Stalina leta 1953 in prihodu Nikite Hruščova na oblast istega leta.
Reforme so vključevale spremembo ali odstranitev ključnih institucij, ki so Stalinu pomagale obdržati oblast: kult osebnosti, ki ga je obdajal, in stalinistični politični sistem, ki ju je obe ustvaril Stalin. Te reforme je začelo kolektivno vodstvo, ki ga je nasledilo po njegovi smrti 5. marca 1953, v sestavi Georgija Malenkova, premierja Sovjetske zveze, Lavrentija Berije, vodje ministrstva za notranje zadeve in Nikite Hruščova, prvega sekretarja Centralnega komiteja Komunistične partije Sovjetske zveze (CPSU).
Destalinizacija je vključevala tudi odstranitev Stalinovih spomenikov, odstranitev njegovega imena iz krajev, zgradb in državne himne, njegovo razstavljeno truplo pa so odstranili iz Leninovega mavzoleja in pokopali drugje.  

## Terminološka vprašanja
Izraz destalinizacija se je uveljavil tako v Rusiji kot v zahodnem svetu po razpadu Sovjetske zveze, vendar ni bil nikoli uporabljen v času Hruščovega vladanja. Vendar sta Hruščov in vlada Sovjetske zveze v tem času začela destalinizacijska prizadevanja pod krinko "premagovanja/razkrinkanja kulta osebnosti", z močno kritiko "dobe kulta osebnosti Josifa Stalina". Vendar pred Hruščovovim "tajnim govorom" na 20. partijskem kongresu Hruščov ali drugi znotraj partije niso odkrito povezovali Stalina kot osebo kulta osebnosti, čeprav arhivski dokumenti kažejo, da je je bila Stalinova ideologija močno kritizirana, ko je bila predstavljena v zasebnih razpravah Hruščova na predsedstvu vrhovnega sovjeta.

## Tajna Destalinizacija
Destalinizacija je pomenila konec vloge obsežnega prisilnega dela v gospodarstvu. Proces izpuščanja zapornikov iz Gulagov je začel Lavrentij Berija. Kmalu so ga odstranili z oblasti, aretirali 26. junija 1953 in ga zaradi zločinov proti človeštvu 23. decembra 1953 usmrtili. Hruščov je nato postal najmočnejši sovjetski politik. Nato je nastopilo obdobje »tajne destalinizacije«, saj je bila revizija Stalinove politike opravljena v tajnosti in pogosto brez pojasnila. Obsodba Stalina je bila nevarna, saj je bil postavljen na piedestal tako doma kot med komunisti v tujini. Samo v letih 1954–55 je bilo iz Gulagov izpuščenih več kot 90.000 zapornikov.
Anastas Mikojan, tesni zaveznik Hruščova, je imel pomembno vlogo v zgodnjem procesu destalinizacije. Marca 1954 je v govoru v Erevanu v rodni Armeniji pozval k rehabilitaciji pesnika Yeghisheja Charentsa, žrtve Stalinovih čistk. Kasneje je imel vodilno vlogo pri izpustitvi političnih zapornikov in je sodeloval z izpuščenima zapornikoma iz Gulaga, Aleksejem Snegovom in Olgo Šatunovsko, da sta Hruščova prepričala o nujnosti obsodbe Stalina. Decembra 1955 je Hruščov predlagal ustanovitev komisije, ki bi v imenu predsedstva preiskala Stalinove dejavnosti, zlasti njegove zločine. Ta preiskava je ugotovila, da je bilo od 1.920.635 aretiranih zaradi protisovjetskih dejavnosti 688.503 usmrčenih. Mnogi od teh so bili aretirani na podlagi izmišljenih in lažnih dokazov, ki so jih priznali pod mučenjem, ki ga je odobril Stalin.

## Hruščov tajni govor
Medtem, ko je destalinizacija potekala na tajni način vse od Stalinove smrti 5. marca 1953, je bil prelomni dogodek Hruščovov govor z naslovom »O kultu osebnosti in njegovih posledicah«, ki se je navezoval na Stalina. 25. februarja 1956 je destalinizacija postala uradna, ko je Hruščov govoril na zaprtem zasedanju 20. partijskega kongresa Komunistične partije Sovjetske zveze, v katerem je razkril Stalinove zločine in "pogoje negotovosti, strahu in celo obup", ki jih je povzročil Stalin. Hruščov je šokiral svoje poslušalce z obsodbo Stalinove diktatorske vladavine in njegovega kulta osebnosti kot neskladnih s komunistično in partijsko ideologijo. Med drugim je obsodil tako stalinizem kot tudi Stalinovo ravnanje s starimi boljševiki, ljudmi, ki so pred oktobrsko revolucijo podpirali komunizem, mnoge od katerih jih je Stalin dal pobiti, ker jih je označeval za izdajalce. Hruščov je obsodil tudi zločine, ki so jih zagrešili Lavrentij Berija in njegovi sodelavci. 

### Namen
Eden od razlogov za Hruščov govor je bila njegova moralna vest; Aleksander Solženicin je rekel, da je Hruščov govoril z globokim srcem. Komunisti so verjeli, da bo to preprečilo usodno izgubo samozavesti in obnovilo enotnost znotraj partije.
Zgodovinar Martin McCauley trdi, da je bil Hruščov namen "osvoboditi partijske uradnike strahu pred represijo". Hruščov je trdil, da če bi bila partija učinkovit mehanizem, brez brutalne zlorabe moči s strani katerega koli posameznika, bi lahko preoblikovala Sovjetsko zvezo in celoten svet.
Vendar pa so drugi predlagali, da je bil govor narejen zato, da bi odvrnili krivdo od komunistične partije ali načel marksizma-leninizma in krivdo prevalili neposredno na Stalinova ramena, s čimer bi preprečili bolj radikalno razpravo. Objava tega govora je povzročila, da so številni člani partije protestno odstopili iz partije tako v tujini kot znotraj Sovjetske zveze.
McCauley trdi, da je Hruščov z napadom na Stalina spodkopaval verodostojnost Vjačeslava Molotova, Georgija Malenkova, Lazarja Kaganoviča in drugih političnih nasprotnikov, ki so bili v tridesetih letih prejšnjega stoletja bolj kot on sam v "Stalinovem ožjem krogu". Če ne bi "prišli h Hruščovu", bi "tvegali, da bi jih bi Stalin vse nagnal" in bili nato povezani z njegovim diktatorskim nadzorom.

## Spremembe

### Zapori in taborišča
Z odlokom o amnestiji iz marca 1953 so večino zapornikov iz Gulagov začeli izpuščati. Nekdanji politični zaporniki so se po vrnitvi pogosto soočali z zakoreninjeno sovražnostjo, ki je oteževala ponovno vključitev v normalno življenje. 25. oktobra 1956 je resolucija CPSU razglasila, da je obstoj sistema koncentracijskih taborišč Gulag "neprimeren". Zavod Gulag je bil zaprt z ukazom Ministrstva za notranje zadeve (MVD) št. 020 z dne 25. januarja 1960.
Za tiste, ki so ostali v taboriščih do ukinitve leta 1960, je Hruščov poskušal izvesti delovni sistem Gulaga manj strožji, tako da je političnim zapornikom dovolil pošiljanje pisem domov svojim družinam ter da so družinski člani dovolili pošiljanje oblačil zapornikom, kar pa v času Stalinovega vladanja ni bilo dovoljeno.

### Preimenovanje zgradb in krajev
Hruščov je preimenoval ali povrnil imena številnih krajev, ki so nosila Stalinovo ime, vključno z mesti, ozemlji, znamenitostmi in drugimi objekti. Državna himna Sovjetske zveze je bila očiščena sklicevanj na Stalina, prav tako himne njenih republik. Stavki v besedilu, osredotočeni na Stalina in čas druge svetovne vojne, so bili učinkovito odstranjeni iz himne, ko jih je nadomestila instrumentalna različica. Palača kulture in znanosti Josifa Stalina v Varšavi na Poljskem je bila preimenovana leta 1956. Stalinov vrh, najvišja točka v Sovjetski zvezi, je bil preimenovan v Vrh komunizma. Po razpadu Sovjetske zveze se je gora preimenovala v Vrh Ismoil Somoni. 

### Odstranitev spomenikov
Po izvedbi teh javnih preimenovanj je sovjetska vlada podrla na stotine Stalinovih spomenikov po vsej Sovjetski zvezi. Na primer, spomenik Stalinu v armenski prestolnici Erevanu so odstranili spomladi 1962 in ga leta 1967 nadomestili z Mati Armenijo. Več spomenikov je bilo razstavljenih ali uničenih po celem vzhodnem bloku. Novembra 1961 je bil veliki Stalinov kip na berlinski ulici Stalinallee (takoj preimenovani v Karl-Marx-Allee) v tajni operaciji odstranjen. Spomenik v Budimpešti je bil uničen oktobra 1956. Največji, praški spomenik, je bil porušen novembra 1962. 

### Premestitev Stalinovega trupla
Proces destalinizacije je dosegel vrhunec leta 1961 med 22. kongresom KPSZ. Srečanja sta zaznamovali dva vrhunca destalinizacije: prvič, pet let po tem, ko so razkrili njegove zločine, so 31. oktobra 1961 Stalinovo truplo odstranili iz Leninovega mavzoleja na Rdečem trgu in ga pokopali v nekropoli Kremeljskega zidu; drugič, 11. novembra 1961, so "mesto heroja" Stalingrad preimenovali v Volgograd.

### Zunanjepolitične spremembe po Stalinu
Po koncu Stalinove dobe je Hruščov spremenil sovjetsko zunanjo politiko med hladno vojno. Največja sprememba zunanje politike se je nanašala na "nezavezane narode". Po mnenju Sovjetov sta obstajali dve vrsti nezavezanosti, tista po ideologiji in tista po okoliščinah. Številni narodi, ki so bili nevtralni, so izhajali iz obeh skupin in so bili nekdanje kolonije evropskih sil. V času Stalina ni bilo prostora za nevtralne države in ideja o nevtralnih silah se je pojavila pod Hruščovim vodstvom. Največji prispevek Hruščova k zunanji politiki je bil izkoriščanje drugih vidikov destalinizacije, da bi poskušal svetu pokazati drugačno Sovjetsko zvezo, ki je bila bolj v skladu s tradicionalnimi socialističnimi ideali.

### Obseg destalinizacije
Sodobni zgodovinarji menijo, da je začetek destalinizacije prelomnica v zgodovini Sovjetske zveze, ki se je začela med Hruščovimi reformami. V obdobju vladanja Leonida Brežnjeva se je umirila do sredine osemdesetih let, s politiko perestrojke in glasnosti pod vodstvom Mihaila Gorbačova pa se je znova pospešila. 
Destalinizacija je veljala za krhek proces. Zgodovinarka Polly Jones je dejala, da je po kratkem obdobju "otoplitve" zelo verjetna "ponovna stalinizacija". Anne Applebaum se je strinjala: "Obdobje, ki so ga poimenovali 'otoplitev', je bilo res obdobje sprememb, vendar sprememb posebne vrste: reforme so pripeljale do dveh korakov naprej in nato en korak - ali včasih tri korake - nazaj."